# Omer Danino
Omer Danino (in ebraico עומר דנינו‎?; Rosh HaAyin, 17 febbraio 1995) è un ex calciatore israeliano, di ruolo difensore.

## Carriera
Ha giocato nella massima serie israeliana.

## Palmarès

### Club

#### Competizioni nazionali
- Coppa Toto Al: 1

Maccabi Petah Tiqwa: 2015-2016